# Вехнянская волость

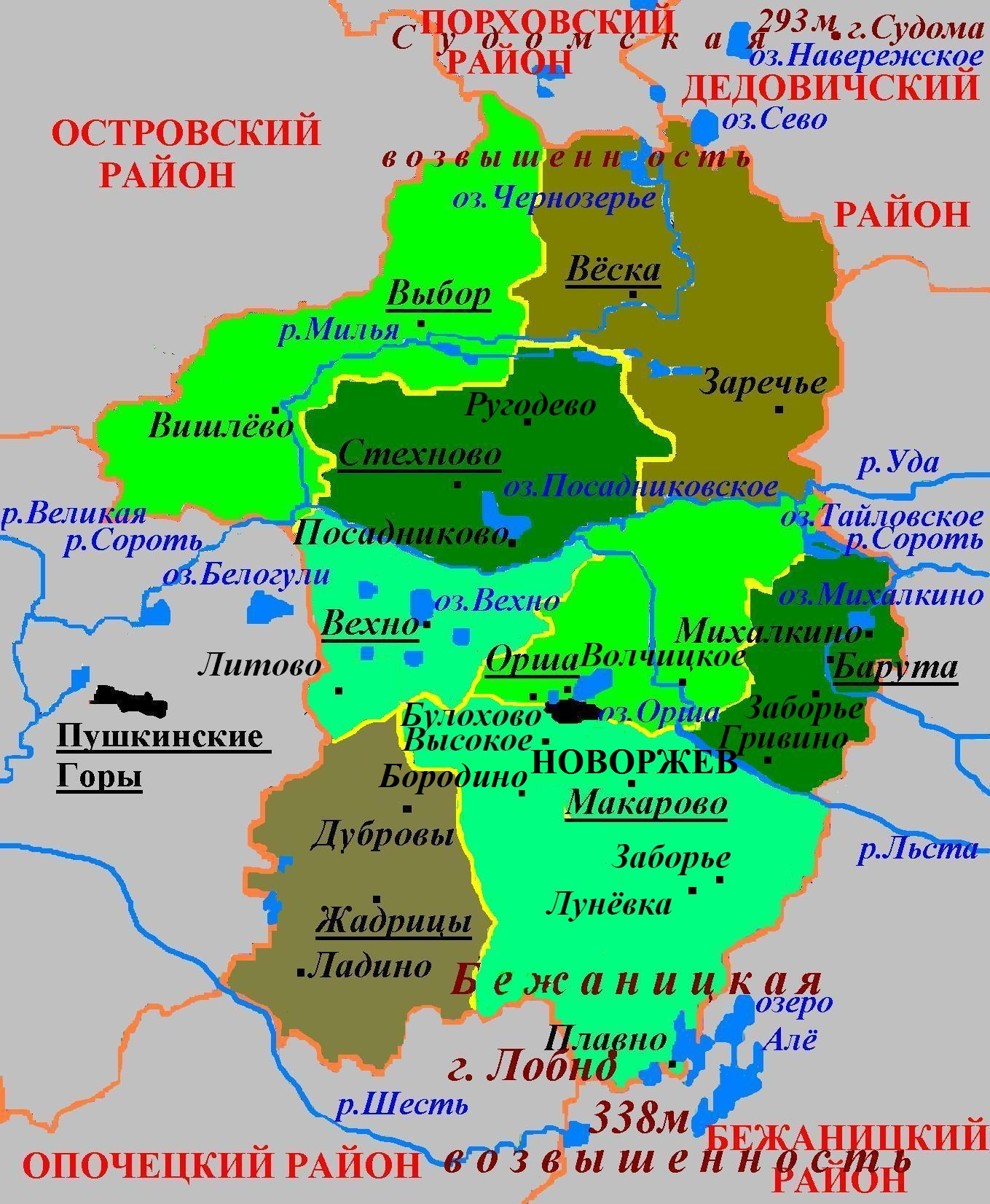
Административное деление Новоржевского района в 2005—2015 годах

Вехнянская волость — административно-территориальная единица 3-го уровня и муниципальное образование со статусом сельского поселения в Новоржевском районе Псковской области России.
Административный центр — деревня Орша (до апреля 2015 года — деревня Вехно).

## География
Территория волости граничит на севере с Выборской волостью, на востоке и юге — с Новоржевской волостью Новоржевского района, на западе — с Пушкиногорским районом, на северо-востоке — с Бежаницким районом Псковской области.
На территории волости расположены озёра: Орша (2,7 км², глубиной до 4 м), Вехно или Дорожкино (2,3 км², глубиной до 7 м), Любавец или Кудровское (0,5 км², глубиной до 8 м), Студенецкое или Студёное (0,4 км², глубиной до 25 м), Сухловское (0,4 км², глубиной до 1,6 м), Седговец (0,2 км², глубиной до 1,9 м) и др.

## Население
| 2010  | 2012  | 2013  | 2014  | 2015 | 2016  | 2017  |
| ----- | ----- | ----- | ----- | ---- | ----- | ----- |
| 553   | ↘538  | ↘532  | ↘510  | ↘496 | ↗1604 | ↘1584 |
| 2018  | 2019  | 2020  | 2021  |      |       |       |
| ↘1559 | ↗1563 | ↘1548 | ↗1569 |      |       |       |

Суммарная численность населения Вехнянской и Оршанской волостей, объединённых в новообразованную Вехнянскую волость, по состоянию на 1 января 2015 года составляла 1626 человек.

## Населённые пункты
В состав волости с апреля 2015 года входят 69 населённых пунктов (деревень):
| №  | Населённый пункт | Тип     | Население |
| -- | ---------------- | ------- | --------- |
| 1  | Алтун            | деревня | ↘24       |
| 2  | Анашкино         | деревня | ↗24       |
| 3  | Батково          | деревня | ↘17       |
| 4  | Бездеж           | деревня | ↘1058     |
| 5  | Березовец        | деревня | ↘50       |
| 6  | Болоково         | деревня | ↘7        |
| 7  | Большая Пожня    | деревня | ↘17       |
| 8  | Большая Слобода  | деревня | ↘40       |
| 9  | Большое Кузино   | деревня | ↘2        |
| 10 | Большое Никулино | деревня | ↘3        |
| 11 | Булохово         | деревня | ↘125      |
| 12 | Васьково-Иглино  | деревня | ↘16       |
| 13 | Вехно            | деревня | ↘247      |
| 14 | Волчицкое        | деревня | ↘73       |
| 15 | Воронкова Нива   | деревня | ↗16       |
| 16 | Вылозово         | деревня | ↘2        |
| 17 | Грибово          | деревня | ↘26       |
| 18 | Доманово         | деревня | ↘5        |
| 19 | Дорожкино        | деревня | ↘29       |
| 20 | Дублиньково      | деревня | ↘3        |
| 21 | Дыбово           | деревня | →0        |
| 22 | Заболотье        | деревня | ↘2        |
| 23 | Задолжье         | деревня | ↘10       |
| 24 | Залог            | деревня | ↘14       |
| 25 | Звягино          | деревня | ↘0        |
| 26 | Зенцово          | деревня | ↘4        |
| 27 | Ивахново         | деревня | ↘0        |
| 28 | Канашовка        | деревня | ↘5        |
| 29 | Каруза           | деревня | ↘1        |
| 30 | Клопино          | деревня | →0        |
| 31 | Коньково         | деревня | ↘10       |
| 32 | Красное Болото   | деревня | ↘1        |
| 33 | Курохново        | деревня | ↘11       |
| 34 | Лёхово           | деревня | →0        |
| 35 | Литово           | деревня | ↘70       |
| 36 | Лукино           | деревня | ↘7        |
| 37 | Луханово         | деревня | ↘2        |
| 38 | Лябино           | деревня | ↗6        |
| 39 | Малое Никулино   | деревня | ↘5        |
| 40 | Малыгино         | деревня | ↘3        |
| 41 | Медвёдово        | деревня | →0        |
| 42 | Мешток           | деревня | ↘44       |
| 43 | Мирослав         | деревня | ↘0        |
| 44 | Мосеево          | деревня | ↘5        |
| 45 | Муровичи         | деревня | ↘8        |
| 46 | Орша             | деревня | ↘566      |
| 47 | Осинкино         | деревня | ↘19       |
| 48 | Перхово          | деревня | ↘18       |
| 49 | Песчанка         | деревня | ↘9        |
| 50 | Песчивицы        | деревня | ↘10       |
| 51 | Плясани          | деревня | ↘9        |
| 52 | Приветок         | деревня | ↘0        |
| 53 | Прусы            | деревня | ↗6        |
| 54 | Свистогузово     | деревня | ↘2        |
| 55 | Седоговец        | деревня | ↗21       |
| 56 | Седухино         | деревня | →0        |
| 57 | Селиваново       | деревня | ↘0        |
| 58 | Скоморохово      | деревня | →0        |
| 59 | Староселье       | деревня | ↗23       |
| 60 | Сторожня         | деревня | ↘16       |
| 61 | Струга           | деревня | ↘15 009   |
| 62 | Сухлово          | деревня | ↘12       |
| 63 | Теляково         | деревня | ↘6        |
| 64 | Тростницы        | деревня | ↗9        |
| 65 | Устиново         | деревня | ↘1        |
| 66 | Чистый Бор       | деревня | ↗15       |
| 67 | Шастово          | деревня | ↘26       |
| 68 | Ягупово          | деревня | ↘1        |
| 69 | Ямищи            | деревня | ↘17       |

## История
Постановлением Псковского областного Собрания депутатов от 26 января 1995 года все сельсоветы в Псковской области были переименованы в волости, в том числе Алтунский сельсовет был превращён в Алтунскую волость с центром в деревне Вехно.
Законом Псковской области от 28 февраля 2005 года в границах Алтунской и частично Дубровской (д. Дубровы) волостей было также образовано муниципальное образование Вехнянская волость со статусом сельского поселения с 1 января 2006 года в составе муниципального образования Пыталовский район со статусом муниципального района.
С января 2006 до апреля 2015 года в состав Вехнянской волости входили 32 деревни: Алтун, Батково, Вехно, Вылазово, Воронкова Нива, Дыбово, Дорожкино, Дублиньково, Залог, Звягино, Канашовка, Каруза, Лябино, Лукино, Седоговец, Сухлово, Селиваново, Свистогузово, Медведово, Муровичи, Скоморохово, Осинкино, Устиново, Чистый Бор, Ягупово, Лёхово, Литово, Луханово, Малыгино, Задолжье, Седухино, Перхово.
Законом Псковской области от 30 марта 2015 года в состав Вехнянской волости  11 апреля 2015 года была включена упразднённая Оршанская волость с переносом административного центра объединённого сельского поселения в деревню Орша.

## Культура
В деревне Алтун находится родовая усадьба помещиков Львовых и старинный парк с вековыми деревьями, заложенный в конце XVIII века. В деревне Вехно — Церковь Преображения Господня, построенная в 1767 году, и помещичий парк. Ансамбль Преображенской церкви входит в перечень объектов исторического и культурного наследия общероссийского значения.

## Образование
В деревне Вехно с 1988 года работает «Вехнянская основная общеобразовательная школа», филиал «Новоржевской средней общеобразовательной школы»; коллектив школы состоит из восьми педагогов-энтузиастов.
В 2011 году «Вехнянская основная общеобразовательная школа» была закрыта. И теперь в деревне осталась только начальная школа, объединённая с детским садом.